# توموکی هیداکا
توموکی هیداکا (انگلیسی: Tomoki Hidaka؛ زادهٔ ۶ آوریل ۱۹۸۰) بازیکن فوتبال اهل ژاپن است.